# Reinhold Durnthaler
Reinhold Durnthaler   (Feldkirchen in Kärnten, 29 de novembre de 1942 - Feldkirchen in Kärnten, 23 d'octubre de 2017) fou un pilot de bob austríac que va competir durant la dècada de 1960.
El 1964 va prendre part en els Jocs Olímpics d'Hivern d'Innsbruck, on disputà les dues proves del programa de bob. Guanyà la medalla de plata en la prova del bobs a quatre formant equip amb Adolf Koxeder, Josef Nairz i Erwin Thaler, mentre en la del bobs a dos fou novè. Quatre anys més tard, als Jocs de Grenoble, revalidà la medalla de plata en la prova del bobs a quatre, en aquesta ocasió formant equip amb Erwin Thaler, Herbert Gruber i Josef Eder, mentre en la prova del bobs a dos fou quart. En el seu palmarès també destaca una medalla d'or i una de bronze al Campionat del món de bob.